# Comarca del Suroeste (Tenerife)
La comarca del Suroeste, también conocida como de Isora, es una de las 11 en las que se divide la isla de Tenerife (Canarias, España).
Localizada al suroeste de la isla, es la que más lejos se encuentra del área capitalina. Engloba parte de los municipios de Santiago del Teide, Guía de Isora y Adeje, a excepción de sus superficies incluidas en el parque natural de la Corona Forestal y en la reserva natural especial del Chinyero, que se incluyen en la comarca del Macizo Central.
Tiene una superficie aproximada de 17.143 hectáreas.